# Nilpeter
Nilpeter Holding ApS er en dansk producent af trykkerimaskiner med hovedkvarter i Slagelse. De fremstiller bl.a. trykpresser og rotationspresser. Nilspeter Holdings vigtigste datterselskab er C.A. Nielsen & Petersens Maskinfabrikker A/S, der blev etableret i 1962. Nilpeter har produktion i Danmark, USA og Indien. I 2024 havde de 352 ansatte i Nilpeter Holding.
I København i 1919 etablerede C.A. Nielsen og A.N. Petersen virksomheden C.A. Nielsen & Petersens Maskinfabrik. I begyndelsen servicerede virksomheden avis-presser. I 1930'erne lancerede de deres første trykpresse. I 1960'erne flyttede de virksomheden til Slagelse.